# ناتان گرین (بازیکن فوتبال)
ناتان گرین (انگلیسی: Nathan Green؛ زادهٔ ۸ ژوئن ۱۹۹۲) بازیکن فوتبال اهل بریتانیا است.
از باشگاه‌هایی که در آن بازی کرده‌است می‌توان به باشگاه فوتبال مارگیت، باشگاه فوتبال دارتفورد، باشگاه فوتبال چیپستید، باشگاه فوتبال تونبریج آنجلز، باشگاه فوتبال داگنم و ردبریج، باشگاه فوتبال بروملی، باشگاه فوتبال کینگستونیان، باشگاه فوتبال بیلریکای، باشگاه فوتبال لوس، و باشگاه فوتبال سنت آلبنز سیتی اشاره کرد.